# Sivan Shavit
Sivan Shavit (Nir Oz, 12 dicembre 1967) è una cantante, attrice e doppiatrice israeliana.
La sua musica si colloca tra il genere ambient, il soft pop e il pop intimista con influenze rock e blues. Nei suoi primi anni di vita ha vissuto in Grecia, Stati Uniti d'America e Regno Unito, poi è tornata a vivere nella città di Hod HaSharon. All'età di 17 anni si trasferì a Tel Aviv, dove frequentò la scuola d'arte Thelma Yellin. Dopo il diploma studiò cinema nell'università della stessa città. È conosciuta anche per il suo impegno sociale e come attivista per i diritti umani. Attualmente è sposata con il chitarrista e produttore Amir Zoref, ha un figlio e vive nella città di Berlino.

## Discografia
- Hakahol ha'afor haze  (In questa triste luce grigia, 1996)
- Vanil (Vaniglia, 2006)
- Binyanim Nemesim (בניינים נמסים) (Palazzi che si sbriciolano, 2010)

## Singoli
- Ha ofnoan(The motor cycle boy)
- Nesichot Lo Metot (Le principesse non muoiono)
- Nashki oti (Kiss me)
- Hakahol ha'afor haze (In questa triste luce grigia)
- Lalev sheli ein bait (Il mio cuore non ha bisogno di una casa)
- Vanil (Vaniglia)
- Kartis Tisa' (Biglietto aereo)
- Et mi at mashka dmaot (Per chi versi le tue lacrime?)
- Mabatim la rizpa (Shoe gazing)
- Aruhat zom shishi (Friday dinner)